# Topographie de la terreur
Topographie de la terreur (Topographie des Terrors en allemand) est un musée à Berlin situé sur la Niederkirchnerstrasse sur l'ancien siège de la Gestapo et des SS.

## Histoire
Les bâtiments abritant les quartiers généraux de la Gestapo et des SS furent largement détruits à la fin de la Seconde Guerre mondiale et les ruines rasées après la guerre. La limite entre le secteur soviétique et le secteur américain passant sur la Niederkirchnerstrasse, le mur de Berlin s'y trouva entre 1961 et 1989. La première exposition concernant la topographie de la terreur eut lieu en 1987 à l'occasion des 750 ans de Berlin. Le centre de documentation actuel fut inauguré le 6 mai 2010 par le président fédéral Horst Köhler à l'occasion des 65 ans de la fin de la guerre,.

## Article connexe

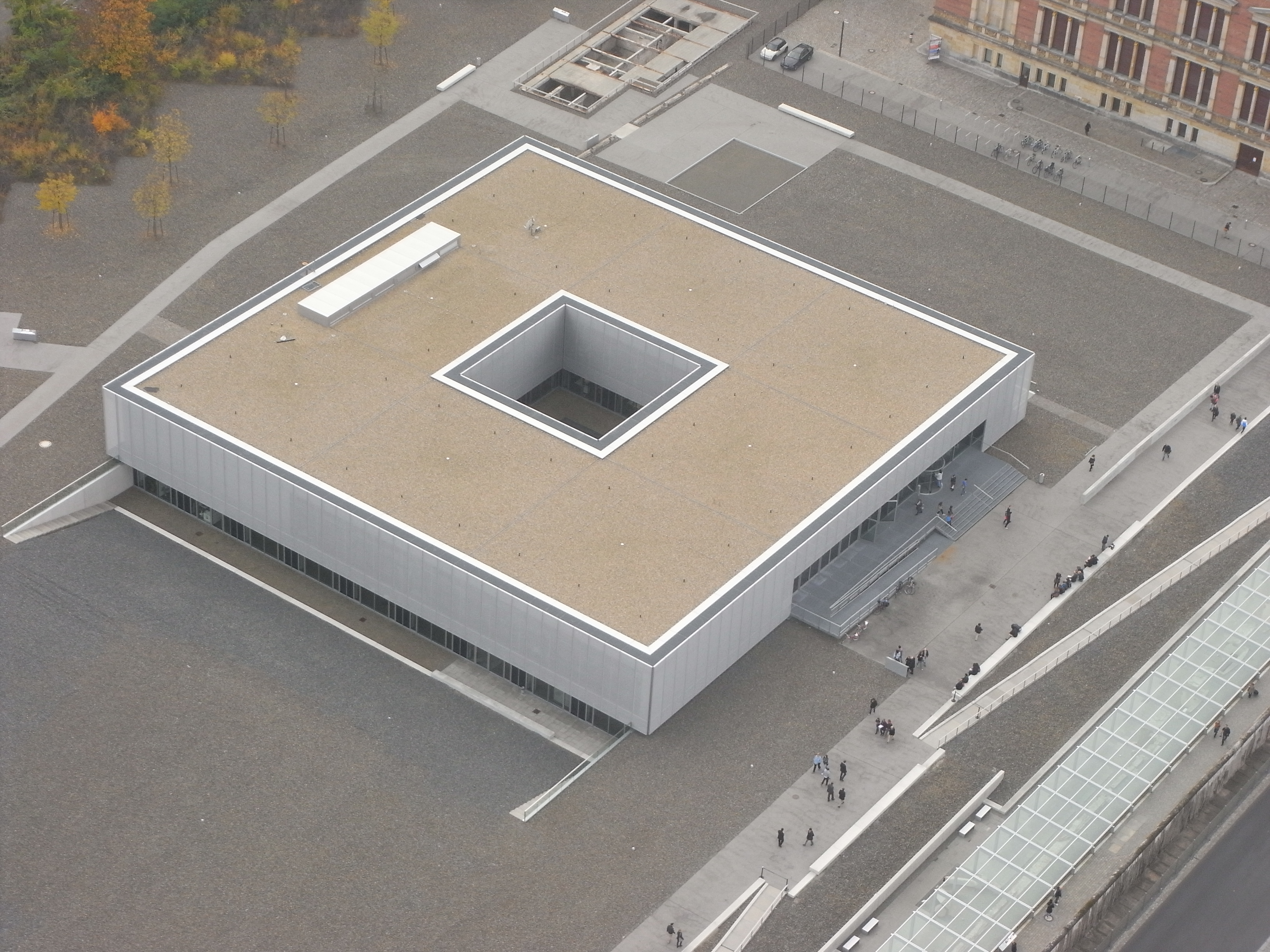
Vue aérienne de la nouvelle salle des expositions